# 澳門熱帶氣旋信號

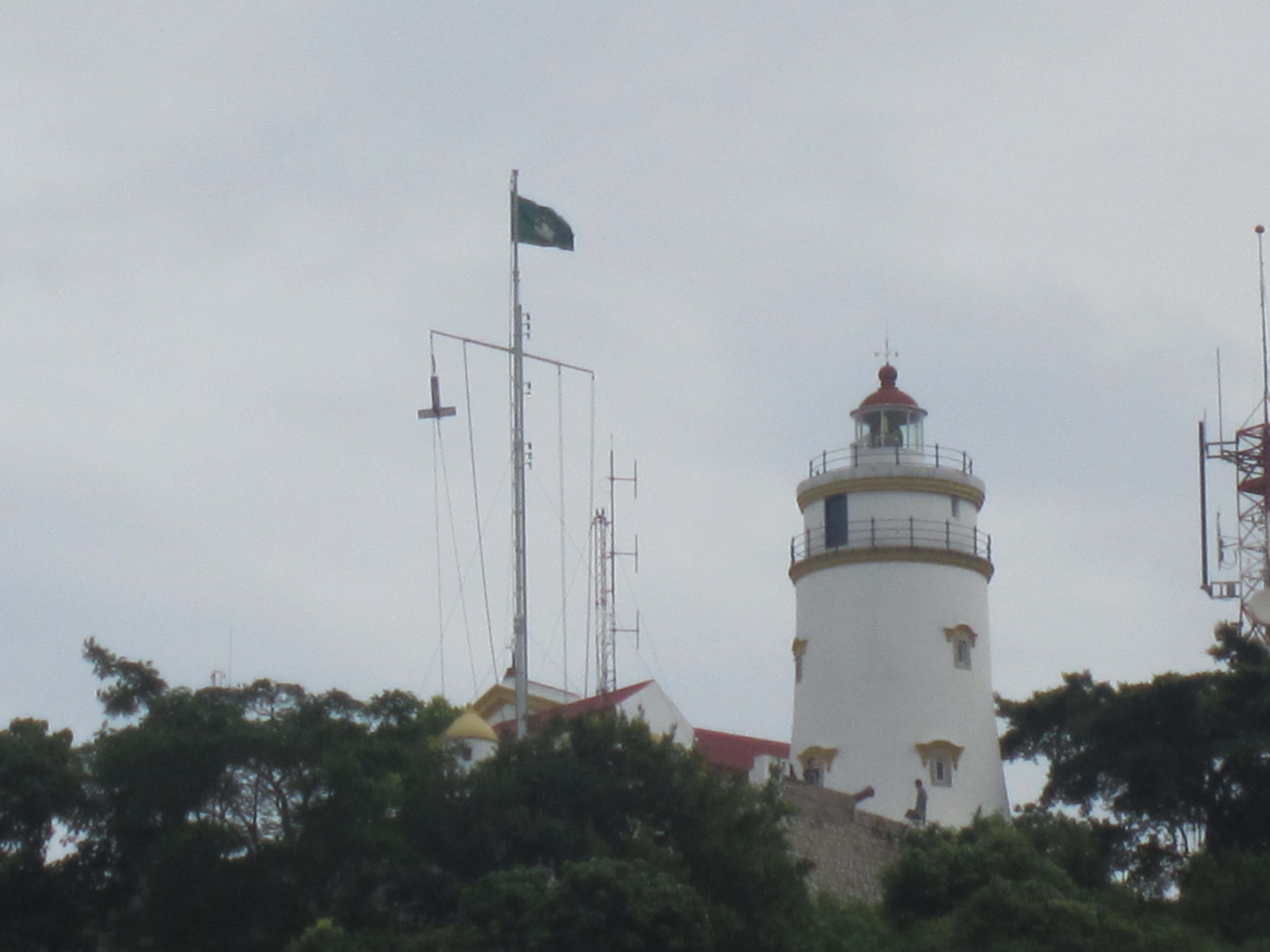
澳門懸掛三號風球時，東望洋炮台懸掛代表三號風球的熱帶氣旋信號標誌

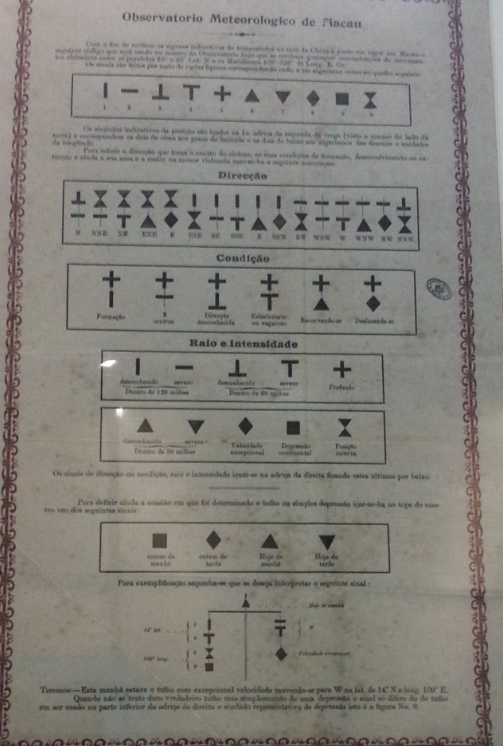
澳門歷史檔案館《颱風歲月展覽》展出有關1920年澳門氣象台使用的颱風警告信號。

澳門熱帶氣旋信號（葡萄牙語：Sinais de Tempestade Tropical de Macau），是當熱帶氣旋接近澳門時，由澳門地球物理氣象局發出的警告。目的是以簡單容易理解的信號，提醒澳門市民及遊客知道熱帶氣旋將可能對當地造成的影響，以及警告澳門及其附近海域將可能出現的強烈風勢。

## 歷史
早期，澳門在聖老楞佐堂堂前設立風訊竿，以向南灣沿海一帶的漁民提供風暴訊息，因此，聖老楞佐堂曾稱為「風訊堂」。
1861年，當有颱風影響的先兆，澳門船政廳（Serviços de Marinha） 會在水警艦或水警總部懸掛旗幟及鳴放風炮一响。此外，聖伯多祿炮台及大炮台亦會懸掛紅心白旗旗幟及亮起兩盞綠燈。1882年5月20日，再加入一個預警信號，表示外電指有熱帶氣旋接近，本澳氣壓錶出現下降跡象。此時船政廳會懸掛一黑毯，晚上則亮起第一盞綠燈。1895年，澳門船政廳新增了颱風遠離後的警示、增加了多個懸旗點及調整了大炮台的响炮次數由一次改為三次。
1898年7月1日起，澳門船政廳宣布實行「中國沿岸風暴信號」。「中國沿岸風暴信號」與1861年起實行的預警信號是兩個獨立的系統，但兩者共同在澳門實施。
1912年8月31日起，改用數字警告信號系統，當受到熱帶氣旋侵襲時，就會以鳴炮、圓形、圓錐形或圓柱形的物件，向港口航海人士告知熱帶氣旋對澳門構成的威脅程度及烈風吹襲的方向。最初原意是方便航海人士使用，故此釐定的標準主要是以澳門以內可能出現的風速為依據，當有熱帶氣旋進入了本澳三百英里（約480公里）範圍內時，港務當局始懸掛風球︰
- 方向旗幟︰其中1～8號信號表示熱帶氣旋將移至的方位，由北方向開始順時針至西北方向。如果這些信號的下方如同時懸有一白旗，表示熱帶氣旋正移近澳門，對澳門構成威脅。[8]
- 直襲旗幟︰當熱帶氣旋非常接近或現正橫過澳門上空時，日間將改掛旗幟，晚間維持懸燈號，並隨即在大炮台鸣炮三次。[8]
- 遠離旗幟︰當熱帶氣旋經已遠離澳門的時候，日間將改掛白旗，晚間懸兩白色燈號，並隨即在大炮台鸣炮三响。[8]

除了航海人士，市民以及政府機構，亦樂於採用這套警告系統，決定在熱帶氣旋侵襲期間的防禦措施，以及辦公安排。每當氣象局發出熱帶氣旋警告時，有關當局在東望洋炮台（海事及水務局）及大炮台（文化局）懸掛代表熱帶氣旋信號的標誌（2002年前還包括嘉路一世船塢及水警稽查局路環稽查警司處），以通知各地居民。故此習慣上稱熱帶氣旋警告信號為「風球」。
1920年8月7日起，澳門港務局參考上海徐家滙天文台最新的中國沿海風暴信號，更新了在澳門所實施的中國沿海風暴信號，並繼續與澳門本地港口信號共同運作。同時，加入9至12 號風球，並實施所有風暴信號之晚間燈號。
- 9號︰取替先前風球下懸白旗的作用，形狀類似現在的一號風球。如1至8號風球下方同時懸掛9號風球，表示熱帶氣旋會持續移近，且澳門風力有上升之趨勢。[8]
- 10號︰形狀類似現在的九號風球。熱帶氣旋未進入澳門300英里內時，但如果預料其未來24 小時將會影響本澳，即可懸掛。[8]
- 11號︰取代直襲旗幟。形狀類似現在的十號風球。表示熱帶氣旋之中心非常接近澳門，並且預期澳門有猛烈風勢。大炮台隨即鸣炮兩次，每次三嚮。[8]
- 12號︰取代直襲旗幟。形狀為一中間標有綠色十字符號之三角白旗。表示熱帶氣旋之中心現正橫過澳門上空。大炮台隨即鸣炮三嚮。[8]

1923年10月23日起，參考香港天文台的做法，信號簡化至1至8號風球，並首次增設風勢進一步增強警告（即相等於現時9號風球的6號風球）︰而1號風球改為熱帶氣旋24小時內抵達澳門；2號至5號風球則分別代表四個方向（即相等於現時8號風球）；7號風球為原來的11號風球，8號風球為原來的12號風球。
1930年4月尾至5月頭舉辦遠東地區氣象部門會議，會議上統一了區內的熱帶氣旋預警信號。為了跟隨區內的熱帶氣旋信號系統，澳門港務局於1931年6月11日更新了澳門的風球信號︰
- 一號為T字形 ，是戒備信號，表示有低氣壓或颱風將影響本地；
- 二號為橫條形 ，代表強風伴隨狂風從西南吹襲；
- 三號為倒T字形 ，代表強風伴隨狂風從東南吹襲；
- 四號為菱形 ，代表有颱風影響的危險，唯本地未即時受威脅（此信號用於菲律賓，但不用於澳門及香港。颱風信息以非本地信號傳達）；
- 五號為朝上錐體 ，代表烈風伴隨狂風從西北吹襲；
- 六號為朝下錐體 ，代表烈風伴隨狂風從西南吹襲；
- 七號為圓柱 ，代表烈風從東北吹襲；
- 八號為圓球 ，代表烈風從東南吹襲；
- 九號為兩個上下相對的錐體 ，代表本地風勢增強；
- 十號為十字形 ，並有三下引爆聲，代表颶風吹襲[13]。

經香港及菲律賓雙方協議，二至四號只在菲律賓懸掛。1935年1月1日起，香港天文台廢除二號至四號風球，保留一號及五號至十號，而七號及八號的標誌，分別改為兩個朝上錐體  和兩個朝下錐體   ，澳門在翌日起跟隨。其間，鳴風炮的警告方式仍有同時使用，直至1937年最後使用，之後才全面採用數字系統。
1950年8月1日起，新增「本地強風信號（Sinal de ventos fortes）」，符號為一黑球  。本地強風信號可在弱熱帶氣旋或季候風引致本澳出現強風時懸掛。
1956年4月1日起，為了區分由季候風與熱帶氣旋所引起的強風，重新引入在1935年廢除的三號風球。「本地強風信號」則修訂為「強烈季候風信號（Sinal de ventos fortes de monção）」，只在季候風引致強風的情況下適用。
1969年4月19日起新增3A風球。此信號為一藍色旗幟，晚間為一藍色燈號。氣象台懸掛三號風球後，當大炮台錄得強風程度的持續風速時，便會在三號風球側再懸上三號A風球，表示強風現已吹抵本澳，市民應當提高警愓。另外，一號風球有了更明確的定義：當颱風進入本澳 400公里內並可能影響本澳時懸掛。
1973年3月24日起，由於五號至八號信號，均為代表烈風吹襲，所代表的風力相同，只是方向不同，但民間經常誤會是代表不同強度的風力，故跟隨香港天文台，五號至八號風球，分別改稱為八號西北、八號西南、八號東北、八號東南，一直沿用至今。同時，取消1969年實施的三號A風球。
2000年3月2日，特區政府公佈《16/2000號行政命令》，一號風球的警戒範圍由400公里更改為800公里，並取消九、十號風球懸掛時在大炮台鸣放電笛。
澳門的熱帶氣旋信號由於是參考香港的同類系統，故兩者十分相似，包括使用一號、三號、八號、九號及十號共五個等級的信號及其圖案形狀，甚至仍然使用香港已停用的晚間燈號。
根據現時一般慣例，當八號風球發出後，政府各機關即停止辦公，各學校亦停課。各金融市場，及大部份的私人機構亦會停止辦公，但大多娛樂場仍會繼續營業。來往澳氹的三條跨海大橋及蓮花大橋亦會於一個半小時後封閉，除了在緊急的情況下，跨海大橋會例外開放給有需要的救護車，如2003年颱風杜鵑令澳門懸掛八號風球時，一名居於氹仔的孕婦作動，便例外地開放。西灣大橋下層通道將於八號風球發出後開放給輕型汽車行駛。航海交通全面停航，巴士停駛，只有的士繼續行駛。為減少八號風球發出時因眾人同時下班對公共交通工具造成太大壓力，澳門地球物理暨氣象局會在發出前的一至兩個小時預先提出警告。
在2017年8月23日超強颱風天鴿襲澳期間，位於東望洋炮台的風球信號桿被摧毁，無法懸掛熱帶氣旋信號、強烈季候風信號及顯示夜間風球燈號。只有大炮台可以懸掛熱帶氣旋信號和強烈季候風信號。氣象局在2018年起對於熱帶氣旋信號及強烈季候風信號均改為以「發出」、「生效」及「取消」等字眼表示，但依然保留懸掛信號球和顯示夜間燈號的傳統（嘉路一世船塢和路環九澳港海關站除外）。同時，由於超強颱風天鴿對澳門造成嚴重破壞，澳門氣象局檢討了澳門的熱帶氣旋信號系統，由2018年4月17日起生效《61/2018號行政命令》，是澳門現行的熱帶氣旋信號系統，其修訂了風球意義，懸掛風球標準由過去需以「一小時平均風力」改為「十分鐘平均風力」。直到2023年，海事及水務局宣布為保人員安全，宣布不會在九號或以上風球發出後派人懸掛風球信號和夜間燈號，這就意味只有大炮台是唯一懸掛九號和十號風球的地方。

## 現階段使用的熱帶氣旋信號
以下內容摘錄自《第61/2018號行政命令》。另外除強烈季候風信號外，下列其他熱帶氣旋警告信號圖案和澳門氣象局官方使用的並不一樣。
| 信號名稱       | 信號標誌 | 燈號 | 意義 | 安全提示 | 生效下採取的措施 |
| -------------- | -------- | ---- | --- | --- | --- |
| 強烈季候風信號 |          |      | 澳門受季候風影響，澳門的持續風速現正或預測將達41公里/小時或以上。 | - 採取一切的預防措施，以減緩強風帶來的影響； - 在空曠地方逗留的人士應提高警覺，駕駛人士應注意行車安全，小心強風； - 跨海大橋的風力間中達強風程度，電單車駕駛者請使用西灣大橋電單車專道進行往返； - 海上工作和活動應注意安全； - 沿岸碼頭業界應確保貨櫃和其他設施的穩固，以免被可能的強風吹倒； - 在市區或受到遮擋的地方，可能不一定受到強風的影響，但公眾切勿掉以輕心，並繼續注意最新的天氣消息； | - 沒有任何特別的措施 - 海事及水務局會提醒漁民盡量停止出海，必要時回港避風 |
| 一號風球       |          |      | 熱帶氣旋的戒備信號，表示熱帶氣旋中心正集結在澳門的800公里範圍內，並預測該熱帶氣旋可能會影響澳門。 | - 準備預防措施，密切注意熱帶氣旋的最新消息； - 檢查可能被風吹去或吹毀的物品（如花盆、天線等）是否安全； - 檢查、維修及加固地盤的棚架和圍板等設施，並疏通地盤渠道； - 檢查施工設備是否穩固和安全，並確保物料不會被吹散或跌落； - 船隻應做好一切避風措施，考慮駛回避風港避風。 | - 沒有任何特別的措施 - 海事及水務局會提醒漁民盡量停止出海，必要時回港避風 |
| 三號風球       |          |      | 受到熱帶氣旋的影響，澳門的持續風速現正或預測將達41公里/小時至62公里/小時，陣風約達至110公里/小時。 | - 盡早完成一切的預防措施； - 檢查門窗、露台的物件是否穩固，並疏通渠道； - 海事業界須確保船隻安全和海上設施穩固，船隻應按自身條件到合適的位置避風； - 沿岸碼頭業界應確保貨櫃和其他設施的穩固，以免被可能的強風吹倒； - 密切注意熱帶氣旋的最新消息，以調整戶外活動的安排； - 當受到強烈的雨帶影響時，澳門可能會出現短時間的狂風大驟雨，在空曠地方逗留的人士應提高警覺，駕駛人士應注意行車安全，小心強風； - 跨海大橋的風力間中達強風程度，電單車駕駛者請使用西灣大橋電單車專道進行往返； - 注意風暴潮警告的發佈狀態和最新消息。 | - 所有小學、幼稚園及特殊教育全日停課 - 如果三號風球在上午06:30到上午09:00或之前宣布（預計）發出，教育及青年發展局會宣布全澳小、幼和特殊教育學校全日停課 - 如果三號風球在上午11:30到下午14:00宣布（預計）發出，教育及青年發展局會宣布全澳小、幼和特殊教育學校下午停課 - 如果八號風球或以上風球在凌晨00:00到上午06:30宣布改發三號風球，並且三號風球在上午06:30之前維持，全澳中、小、幼和特殊教育學校屆時會全日停課 - 教育及青年發展局可能根據評估情況而宣布部分階段停課 |
| 八號西北風球   |          |      | 熱帶氣旋繼續接近澳門，澳門的持續風速現正或預測將達63公里/小時至117公里/小時，陣風約達至180公里/小時。八號風球劃分為八號東北風球、八號東南風球、八號西南風球和八號西北風球，風球的指示方位為未來數小時內的可能風向。 | - 完成一切的預防措施，如鎖緊門窗和加固當風的玻璃； - 所有學校停課； - 非必須外出的人士應逗留在安全的室內場所，遠離當風的門窗，並繼續注意熱帶氣旋的最新消息； - 停止一切戶外及海上活動； - 隨着熱帶氣旋與澳門的實際距離和方位的變化，澳門的主要風向亦會隨之改變，因此，原本不當風的位置可能會變為當風，公眾切勿掉以輕心； - 跨海大橋隨時封閉，公眾需留意最新通告；西灣大橋下層通道會開放； - 注意風暴潮警告的發佈狀態和最新消息。                                                                                              | - 警察總局轄下的民防行動中心宣布澳門進入「即時預防狀態」 - 教育及青年發展局立刻宣布全澳全日停課 - 如八號風球在上午06:30時維持或（即將）發出，教育及青年發展局會在網站宣布全澳中、小、幼和特殊教育學校全日停課 - 全澳娛樂場、關閘和青洲跨境工業區邊檢大樓會繼續有限度營運（必要時可能關閉） - 往來港澳和中國大陸的直升機和渡輪服務會宣布暫停服務 - 公共交通工具、發財巴士、金巴、特別的士和澳門輕軌會陸續停駛 - 三條跨海大橋、港珠澳大橋澳門段和連接橫琴的橋樑會在數小時後關閉，而西灣大橋的下層通道會啟用 - 主題公園會關閉 - 全澳停車場會在發出八號風球後開始關閉 - 公務員和一些行業可能停止上班 - 澳門機場中的航班可能受延誤和取消的影響 |
| 八號西南風球   |          |      | 熱帶氣旋繼續接近澳門，澳門的持續風速現正或預測將達63公里/小時至117公里/小時，陣風約達至180公里/小時。八號風球劃分為八號東北風球、八號東南風球、八號西南風球和八號西北風球，風球的指示方位為未來數小時內的可能風向。 | - 完成一切的預防措施，如鎖緊門窗和加固當風的玻璃； - 所有學校停課； - 非必須外出的人士應逗留在安全的室內場所，遠離當風的門窗，並繼續注意熱帶氣旋的最新消息； - 停止一切戶外及海上活動； - 隨着熱帶氣旋與澳門的實際距離和方位的變化，澳門的主要風向亦會隨之改變，因此，原本不當風的位置可能會變為當風，公眾切勿掉以輕心； - 跨海大橋隨時封閉，公眾需留意最新通告；西灣大橋下層通道會開放； - 注意風暴潮警告的發佈狀態和最新消息。                                                                                              | - 警察總局轄下的民防行動中心宣布澳門進入「即時預防狀態」 - 教育及青年發展局立刻宣布全澳全日停課 - 如八號風球在上午06:30時維持或（即將）發出，教育及青年發展局會在網站宣布全澳中、小、幼和特殊教育學校全日停課 - 全澳娛樂場、關閘和青洲跨境工業區邊檢大樓會繼續有限度營運（必要時可能關閉） - 往來港澳和中國大陸的直升機和渡輪服務會宣布暫停服務 - 公共交通工具、發財巴士、金巴、特別的士和澳門輕軌會陸續停駛 - 三條跨海大橋、港珠澳大橋澳門段和連接橫琴的橋樑會在數小時後關閉，而西灣大橋的下層通道會啟用 - 主題公園會關閉 - 全澳停車場會在發出八號風球後開始關閉 - 公務員和一些行業可能停止上班 - 澳門機場中的航班可能受延誤和取消的影響 |
| 八號東北風球   |          |      | 熱帶氣旋繼續接近澳門，澳門的持續風速現正或預測將達63公里/小時至117公里/小時，陣風約達至180公里/小時。八號風球劃分為八號東北風球、八號東南風球、八號西南風球和八號西北風球，風球的指示方位為未來數小時內的可能風向。 | - 完成一切的預防措施，如鎖緊門窗和加固當風的玻璃； - 所有學校停課； - 非必須外出的人士應逗留在安全的室內場所，遠離當風的門窗，並繼續注意熱帶氣旋的最新消息； - 停止一切戶外及海上活動； - 隨着熱帶氣旋與澳門的實際距離和方位的變化，澳門的主要風向亦會隨之改變，因此，原本不當風的位置可能會變為當風，公眾切勿掉以輕心； - 跨海大橋隨時封閉，公眾需留意最新通告；西灣大橋下層通道會開放； - 注意風暴潮警告的發佈狀態和最新消息。                                                                                              | - 警察總局轄下的民防行動中心宣布澳門進入「即時預防狀態」 - 教育及青年發展局立刻宣布全澳全日停課 - 如八號風球在上午06:30時維持或（即將）發出，教育及青年發展局會在網站宣布全澳中、小、幼和特殊教育學校全日停課 - 全澳娛樂場、關閘和青洲跨境工業區邊檢大樓會繼續有限度營運（必要時可能關閉） - 往來港澳和中國大陸的直升機和渡輪服務會宣布暫停服務 - 公共交通工具、發財巴士、金巴、特別的士和澳門輕軌會陸續停駛 - 三條跨海大橋、港珠澳大橋澳門段和連接橫琴的橋樑會在數小時後關閉，而西灣大橋的下層通道會啟用 - 主題公園會關閉 - 全澳停車場會在發出八號風球後開始關閉 - 公務員和一些行業可能停止上班 - 澳門機場中的航班可能受延誤和取消的影響 |
| 八號東南風球   |          |      | 熱帶氣旋繼續接近澳門，澳門的持續風速現正或預測將達63公里/小時至117公里/小時，陣風約達至180公里/小時。八號風球劃分為八號東北風球、八號東南風球、八號西南風球和八號西北風球，風球的指示方位為未來數小時內的可能風向。 | - 完成一切的預防措施，如鎖緊門窗和加固當風的玻璃； - 所有學校停課； - 非必須外出的人士應逗留在安全的室內場所，遠離當風的門窗，並繼續注意熱帶氣旋的最新消息； - 停止一切戶外及海上活動； - 隨着熱帶氣旋與澳門的實際距離和方位的變化，澳門的主要風向亦會隨之改變，因此，原本不當風的位置可能會變為當風，公眾切勿掉以輕心； - 跨海大橋隨時封閉，公眾需留意最新通告；西灣大橋下層通道會開放； - 注意風暴潮警告的發佈狀態和最新消息。                                                                                              | - 警察總局轄下的民防行動中心宣布澳門進入「即時預防狀態」 - 教育及青年發展局立刻宣布全澳全日停課 - 如八號風球在上午06:30時維持或（即將）發出，教育及青年發展局會在網站宣布全澳中、小、幼和特殊教育學校全日停課 - 全澳娛樂場、關閘和青洲跨境工業區邊檢大樓會繼續有限度營運（必要時可能關閉） - 往來港澳和中國大陸的直升機和渡輪服務會宣布暫停服務 - 公共交通工具、發財巴士、金巴、特別的士和澳門輕軌會陸續停駛 - 三條跨海大橋、港珠澳大橋澳門段和連接橫琴的橋樑會在數小時後關閉，而西灣大橋的下層通道會啟用 - 主題公園會關閉 - 全澳停車場會在發出八號風球後開始關閉 - 公務員和一些行業可能停止上班 - 澳門機場中的航班可能受延誤和取消的影響 |
| 九號風球       |          |      | 熱帶氣旋中心正進一步接近澳門，澳門的持續風速已達63公里/小時至117公里/小時，且現正或預測將顯著加強。 | - 停止一切戶外及海上活動； - 非必須外出的人士應逗留在安全的室內場所，並遠離當風的門窗； - 熱帶氣旋會為澳門帶來嚴重的影響； - 當風力減弱或靜止時，表示熱帶氣旋的中心正經過澳門附近。風力在短暫時間內將會急速增強，原本不當風的位置可能會變為當風，公眾切勿掉以輕心，密切注意熱帶氣旋的最新消息； - 注意風暴潮警告的發佈狀態和最新消息。 | - 與八號風球大致相同 - 所有營業的娛樂場開始關閉 - 澳門機場會取消所有當天升降的航班 - 連接澳門和氹仔的西灣大橋下層通道會停止運作 - 所有連接香港和中國大陸的關口會停止運作 |
| 十號風球       |          |      | 熱帶氣旋中心會在澳門附近經過，澳門的持續風速現正或預測將達118公里/小時或以上，並伴有強烈陣風。 | - 停止一切戶外及海上活動； - 非必須外出的人士應逗留在安全的室內場所，並遠離當風的門窗； - 熱帶氣旋會為澳門帶來嚴重的影響； - 當風力減弱或靜止時，表示熱帶氣旋的中心正經過澳門附近。風力在短暫時間內將會急速增強，原本不當風的位置可能會變為當風，公眾切勿掉以輕心，密切注意熱帶氣旋的最新消息； - 注意風暴潮警告的發佈狀態和最新消息。 | - 與八號風球大致相同 - 所有營業的娛樂場開始關閉 - 澳門機場會取消所有當天升降的航班 - 連接澳門和氹仔的西灣大橋下層通道會停止運作 - 所有連接香港和中國大陸的關口會停止運作 |

## 警告系統運作相關的爭議

### 強烈熱帶風暴貝姬（1993年9月）
貝姬吹襲港澳兩地時，港澳兩地氣象部門均低估其強度。1993年9月17日上午，貝姬在香港之西南偏南約110公里及澳門西南偏南約45公里處掠過，香港天文台及澳門地球物理暨氣象台僅懸掛八號烈風或暴風信號和九號風球，不過實測風力已達颶風程度，符合香港天文台及澳門地球物理暨氣象台的十號颶風信號和十號風球標準，顯示貝姬實為一颱風。可反映當時港澳兩地氣象部門對臨岸急速增強和突然急速加快移動的熱帶氣旋預報能力和準確度不佳，以及對突發情況的應變能力較低。

### 颱風瑪姬（1999年6月）
香港天文台已於6月7日凌晨12時半懸掛八號西北烈風或暴風信號，並更於凌晨2時45分懸掛九號烈風或暴風風力增強信號，並表示不排除懸掛十號颶風信號，澳門氣象台當時仍然只懸掛一號風球，使港澳兩地一度出現3級熱帶氣旋警告的差距。若當時香港天文台懸掛十號颶風信號，澳門與香港將形成4級熱帶氣旋警告的差距。隨著瑪姬在香港登陸後，減弱為強烈熱帶風暴並進一步向西南移動，氣象台最終於在凌晨4時懸掛三號風球，及在早上6時半緊急懸掛八號風球，當時澳門最大風力出現早上6至7時，7時後澳門風力已減弱，八號風球一直懸掛至中午，被市民批評太遲懸掛三號及八號風球。

### 颱風派比安（2006年8月）

#### 上班前後改掛八號風球
2006年8月3日清晨，颱風派比安採取偏北路徑移動，導致友誼大橋持續錄得烈風風力，因此澳門地球物理暨氣象局於上午9時表示於半小時內改掛八號風球，其後於上午9時半改掛八號東南風球。上班一族幾乎同時下班回家致令公共運輸工具、交通要道與西灣大橋下層負荷突增，近乎癱瘓，引致中午前在澳門主要交通要道的嚴重塞車，不少上班人士在當天向電台與網際網路討論區投訴未能在一小時前告知轉掛風球，認為氣象局認為要為引發交通嚴重擠塞負責。
澳門地球物理暨氣象局局長馮瑞權解釋派比安當天凌晨突往偏北路徑實難預測其走向，但已在早上8點50分通過電台告知大眾，並強調因此縮短通知至民防中心的時間（由兩小時縮至一小時），但仍發生交通混亂，有傳媒指氣象局處理突發事件仍未見成熟。不過，由於香港天文台在香港廣泛地區受烈風或暴風影響下，仍堅持只維持三號信號，拒絕發出八號信號，與氣象局的表現有一個更強烈的對比，因此亦有不少澳門市民欣賞氣象局在派比安襲澳時的果斷及承擔。

### 強烈熱帶風暴帕布（2007年8月）
熱帶低氣壓帕布受熱帶風暴蝴蝶影響下，帕布在8月10日凌晨於上川島海域上突然幾乎停留不動，在當天早上更顯著地改變其移動路徑，轉為東北方向直指珠江口而行。氣象局於8月10日12:15分再次懸掛一號風球，但當時帕布已集結在澳門東南方約15公里。在下午5時至6時，進入后海灣後再增強的帕布急劇向西改變其路徑90度，靠近珠江口西岸，隨後在中山登陸。氣象局在晚上9時改掛三號風球，但引來居民的質疑，在下午3時半，當帕布在香港赤鱲角以北海域停留，並於下午4時在屯門登陸時，澳門區內風力一度增強至強風的程度（當時帕布被中央氣象局及香港天文台重新升格為熱帶風暴，但澳門氣象局則沒有升格），然而只是懸掛一號風球。但在晚上風平浪靜的時候才改掛三號風球。有網友質疑氣象局在帕布第二次襲澳期間，太遲懸掛一號及三號風球。

### 颱風莫拉菲（2009年7月）
在莫拉菲吹襲澳門時，香港天文台已於7月19日凌晨1時半發出相當於澳門九號風球的九號烈風或暴風風力增強信號，但澳門地球物理暨氣象局堅持只懸掛三號風球，拒絕改掛更高風球。此舉導致市民不滿，澳門網民更指責當局一直「不願意改掛」八號風球，使港澳兩地所發出之熱帶氣旋警告自2000年熱帶低氣壓618後再度出現2級的差距。根據當時嘉樂庇總督大橋及西灣大橋實測風速，由凌晨2時半開始受烈風影響，達每小時65公里，超過三號風球的上限；凌晨3時，嘉樂庇總督大橋錄得強風至烈風程度的持續風速，西灣大橋更吹烈風至暴風，證明當時八號風球必須懸掛。及至早上7時，3條大橋的風勢才開始減弱。而氣象局事後表示，莫拉菲吹襲澳门期間，整體風力不大，暴風範圍較細，而且比較接近香港，氣象局認為當時維持懸掛三號風球的決定是合理。另外，氣象局亦稱，除直接受到莫拉菲影響外，主要受到與其相聯繫的雨帶影響，其下沉氣流會使澳門局部地區風力增大，而氣象局預計該雨帶會在1至2小時內移離澳門，因此預料澳门達到疾勁風力的持續時間短；另外是地形作用，當吹西南風時，澳門半島與氹仔島之間的峽管效應會使西南風加速，而西灣大橋風速計的安放位置亦會受到橋身繞流作用而風速有所加大，經分析上述原因後氣象局没有改掛八號風球。

### 颱風巨爵（2009年9月）
巨爵於15日凌晨3時最接近澳門，距離只有70公里。巨爵為一颱風，由於進入了距離澳門100公里範圍內，技術上已是「正面吹襲」，而且澳門市面亦已經大致吹暴風，而此時友誼大橋一分鐘平均風力一度錄得颶風，其後測風站出現故障，沒有顯示任何數據；嘉樂庇總督大橋一分鐘平均風力曾一度錄得颶風程度的持續風速，凌晨有數小時錄得接近颶風程度的持續風速，可懸掛九號風球。隨後巨爵亦於凌晨4時開始遠離澳門，氣象局沒有掛起九號風球。
此外，八號東南風球除下時間為上午9時半，比當時風暴距離較遠的香港除下時間早45分鐘；3年後終逼使澳門地球物理暨氣象局懸掛九號風球的強颱風韋森特，氣象局再犯同樣錯誤。

### 熱帶風暴杜蘇芮（2012年6月）
澳門地球物理暨氣象局懸掛三號及八號風球時間嚴重滯後，在風勢開始轉趨緩和杜蘇芮登陸珠海之際才掛起八號風球，對岸的香港天文台已改發三號信號取代八號信號。
澳門地球物理暨氣象局在杜蘇芮有正面吹襲澳門威脅時，根本無意懸掛更高風球。香港天文台已在6月29日下午4時20分發出三號強風信號，但澳門地球物理暨氣象局在6月29日晚上10時才懸掛三號風球，之前杜蘇芮的路徑已幾乎直指珠江口；6月30日凌晨1時，杜蘇芮集結於澳門東南約90公里，已屬技術性上的直襲，及後三條澳氹大橋的測風站均持續錄得烈風程度平均風力，但當局仍然漫不經心，等待至凌晨3時半才懸掛八號東南風球，澳門風勢已開始減弱。突顯了澳門地球物理暨氣象局對一個正面吹襲澳門的熱帶氣旋毫無危機意識，實測烈風後仍不當機立斷採取應變策略補救，置市民安全於不顧。

### 颱風韋森特（2012年7月）
氣象局在處理韋森特時的表現被指反應過慢，與鄰近的香港天文台有明顯分別，因而引發廣泛爭議及批評。

#### 八號風球預警太短
氣象局雖然在23日下午4時表示數小時內考慮懸掛八號風球，但直至下午5時51分才正式宣佈於晚上7時改掛八號風球，當時香港天文台已發出八號信號超過10分鐘。氣象局遭指控比香港「慢半拍」，引致氣象局公信力下降；同時預警時間只有稍多於1小時，兼且正值下班繁忙時間，引致澳門交通癱瘓，市民要花上比平常多3倍的時間才能回家。澳門立法會議員林香生批評預報不及時和欠缺人性化，並建議當局把預警時間延長至2小時或以上（與香港天文台「熱帶氣旋之特別報告」看齊）。各部門的危機小組亦被指責各自為政，導致應變效率低下、應急機制完全失效，市內多處竟然沒有交通警當值，無人指揮交通，有車輛藉機逆線行駛，情況險象環生。
澳門地球物理暨氣象局局長馮瑞權指，懸掛八號風球時，韋森特是接近香港多於接近澳門，因此香港天文台早個多小時發出八號信號是合理。而氣象局在8月14日表示將調整用詞，考慮到「未來數小時」等字眼會因應民眾接收信息之時間，導致理解有差異，會改用「某鐘數前後」取代；但未有採納林香生之建議，把正式預警延長至2小時或以上，直至4年後颱風海馬吹襲時，才首次出現超過2小時之八號風球預警。

#### 遲掛九號並拒掛十號
由於氣象局在懸掛九號風球的時間上嚴重延誤，加上在3條大橋實測錄得颶風程度10分鐘平均風速，以及澳門比香港更接近風暴中心的情況（最接近距離：香港天文台總部西南約100公里，澳門西南偏南約40公里）下，仍然沒有懸掛十號風球，表現與距離韋森特較遠，但及時發出十號颶風信號的香港天文台形成強烈對比，因此激發市民強烈不滿。澳門地球物理暨氣象局懸掛九號風球的時間為24日凌晨2時15分，當時香港天文台發出十號颶風信號已有1小時半，使港澳兩地一度出現2級熱帶氣旋警告的差距；而澳門3條大橋在凌晨1時開始已經錄得颶風程度10分鐘平均風速，亦可見懸掛九號風球時間之滯後。有網民狠批氣象局失職、掛錯風球，要求氣象局局長馮瑞權辭職下台。而澳門多名離島社諮委亦指責氣象局判斷失誤，質疑氣象局究竟「根據何種標準作為判斷風球的依據」，明知澳門所受影響理應比香港更甚，仍然遲掛九號風球，且拒絕懸掛十號風球，促請當局檢討熱帶氣旋警告機制。
不過氣象局局長馮瑞權回應指，港澳兩地的最高信號準則不一致，澳門十號風球除了需要境內持續吹颱風（12級颶風）之外，亦要求颱風中心橫過澳門境內，即使澳門受颱風級別的熱帶氣旋影響而全面受颱風（即颶風，平均風速每小時118公里或以上，且以較嚴謹之每小時平均風速計算）影響，但熱帶氣旋中心沒有掠過或登陸澳門，仍只能懸掛九號風球，較香港只要求境內任何一處海平面錄得颶風程度10分鐘平均風速，及颱風或更高強度之熱帶氣旋正面吹襲的準則嚴格。他指出，澳門境內錄得的最高每小時平均風速為每小時115.2公里，屬於八號風球的範圍內，並已經因應韋森特進一步逼近所構成的嚴重影響而懸掛九號風球，而韋森特亦未有橫過澳門，因此未達十號風球標準。氣象局亦未有修訂被指過嚴的十號風球發出準則。香港網民加入討論，斥責澳門地球物理暨氣象局「該掛十號的不掛，不該掛的卻掛了」，指馮瑞權在任內無需懸掛十號風球，因為「十多年甚至20年也不會遇到風眼過境」，從而諷刺澳門最高風球的準則太嚴苛。亦有非官方分析指，澳門並不如香港般受連綿不斷的強烈雨帶影響，沒有伴隨大雨的狂風（稱為「下擊暴流」）進一步帶動風勢；加上韋森特的眼壁有缺口，在最接近澳門之時，該缺口旋捲至澳門上空，因而令澳門未有真正受眼壁影響，境內所受的颶風不如香港長洲般持續，結果出現兩地信號的落差。該分析同時指出，由於香港的面積較澳門大，香港境內任何一處海平面地區錄得颶風的機會，比澳門境內出現颶風的機會更高，這也令香港天文台發出最高信號的機會較澳門地球物理暨氣象局大。。另外亦有網民認為氣象局根本連九號風球都無意懸掛，只是當時韋森特距離澳門僅50公里及三條大橋均錄得颶風下才「迫於無奈」懸掛九號風球。

#### 拒發黑色風暴潮警告
風暴期間，澳門出現2009年颱風巨爵正面襲澳以來最大風暴潮，內港海水倒灌引發水深超過1米之嚴重水浸，達到黑色風暴潮警告之標準；然而澳門地球物理暨氣象局未有發出最高風暴潮警告。此外澳門地球物理暨氣象局亦延誤發出黃色及紅色風暴潮警告，雖然在23日晚上已預告會有輕微海水倒灌，但是要到24日凌晨12時半才發出黃色風暴潮警告；而內港至新馬路及沙梨頭海邊街一帶在凌晨1時許已經嚴重水浸，該區道路需全線封閉，但氣象局要到凌晨2時15分懸掛九號風球時，才同步發出紅色風暴潮警告。大量商戶店舖入水，浸壞貨物引致損失慘重，氣象局再遭投訴，被指風暴潮通報機制失去預警作用。不過局長馮瑞權直至8月14日宣佈調整熱帶氣旋警告發佈的用詞期間，才承認風暴潮警告的發放與實際情況有出入。

#### 過早改掛三號風球
氣象局在24日上午9時半改掛三號風球，比香港天文台改發三號熱帶氣旋警告信號的時間早40分鐘。同樣情況在2009年巨爵正面吹襲時已有出現，氣象局因而再遭受質疑。局長馮瑞權指，當日上午9時半後的風力確實回落至每小時63公里以下，需要改掛較低風球；但事實上3條大橋在中午時份仍然錄得每小時70公里之烈風程度10分鐘平均風速，屬於八號風球的風力，與馮瑞權的回應有矛盾。

### 颱風彩虹（2015年10月）
在10月3日晚上至10月4日早上，澳門風力間中達到烈風程度，在早上8時，友誼大橋風力達到烈風程度，而嘉樂庇總督大橋及西灣大橋風力一分鐘持續風力更超過90km/h，達到10級暴風程度，陣風亦超過100km/h（11級風力），但澳門地球物理暨氣象局未有懸掛八號風球（一般風力達63km/h以上就會發出）。
事後，澳門地球物理暨氣象局在10月5日澳門日報上表示，彩虹風力未達八號風球標準。有市民對此產生疑問︰氣象局表示，澳门三條澳氹大橋的風力最高在凌晨1時至3時，錄得一小時平均風力約60km/h，最高陣風更接近180km/h，當時彩虹最接近澳门，在澳门西南約270公里掠過。事實上，澳门最大風力卻是出現在10月4日早上8時至10時；而在凌晨時份，澳门三條大橋雖然一小時平均風力尚差少少達到烈風級別，但一分鐘平均風力三條大橋均達到烈風的程度；另外，氣象局亦表示，早上10時有雨區明顯移近澳門，風力增強，大橋一小時平均最大風力約63km/h，陣風近一百公里，根據澳門地球物理暨氣象局的八號風球定義︰「風速達每小時63至117公里，陣風約每小時180公里。」在早前，氣象局局長馮瑞權亦曾經表示，只要任何一條澳氹大橋一小時平均風力達到烈風程度，就會發出八號風球。另外，跨海大橋一小時平均最大風力並非為63km/h僅僅達到烈風標準。在早上9時至10時期間，最大風力在友誼大橋錄得，一小時平均風力為67km/h，而嘉樂庇總督大橋同時亦有錄得烈風程度的風力；友誼大橋十分鐘平均風力更錄得80.5km/h；在早上8時，三條大橋一分鐘平均風力更錄得超過90km/h暴風程度，陣風更超過100km/h。因此，澳門地球物理暨氣象局應該要懸掛八號風球，保障居民出行安全。

### 熱帶低氣壓01W（2016年5月）
澳門地球物理暨氣象局於5月26日晚上10時正懸掛一號風球，當時熱帶低氣壓集結在澳門以南約350公里，並表示一號風球將在晚間維持。氣象局在27日凌晨4時表示早上改掛更高風球機會不大。不過隨著熱帶低氣壓繼續逼近，氣象局在上午10時表示下午視乎情況改掛三號風球。雖然鄰近香港天文台已經發出三號強風信號數小時，但預料熱帶低氣壓將登陸廣東西部沿岸，故沒有懸掛三號風球。氣象局在下午3時45分表示預料一號風球將維持一段時間。熱帶低氣壓在晚上9時最接近澳門，在澳門以西約110公里掠過。隨著熱帶低氣壓進一步移入內陸並減弱，氣象局在28日凌晨2時除下所有風球。
在下午約4時半至約10時半期間，港澳碼頭、西灣大橋及嘉樂庇總督大橋的一小時平均風力先後錄得強風程度，達到澳門地球物理暨氣象局懸掛三號風球的標準。在未轉吹西南風時，港澳碼頭風力最大，最高風力出現在下午4時55分至5時55分，一小時平均風力為每小時43.5公里。轉吹西南風後，西灣大橋風力最大，最高風力出現在晚上8時25分至9時25分期間，西灣大橋一小時平均風力為每小時47.7公里，一分鐘平均風力為每小時58.3公里， 陣風更一度達到每小時76.7公里。而嘉樂庇總督大橋最大風力出現在晚上9時16分至10時16分，一小時平均風力錄得每小時43.3公里。顯示是次澳門地球物理暨氣象局未有懸掛三號風球做法錯誤。

### 颱風妮妲（2016年8月）
氣象局在8月1日晚上7時正懸掛三號風球，當時妮妲集結在澳門東南偏東約330公里，並表示翌日（2日）清晨不排除懸掛更高風球。氣象局隨後在晚上7時55分表示晚上11時至8月2日凌晨2時將考慮懸掛八號風球，後於當晚11時半表示數小時內將考慮懸掛八號西北風球。隨着風向轉為西南，氣象局於8月2日凌晨5時20分表示數小時內將改為考慮懸掛八號西南風球，但及後在早上6時15分放棄懸掛八號風球，表示三號風球將維持一段時間。
氣象局在8月1日晚上7時正才懸掛三號風球，比鄰近香港天文台發出三號信號的時間遲逾約7小時，而且澳門懸掛三號風球的時候，天文台已宣佈即將改發八號信號。其後氣象局從晚上8時起至翌日清晨表示「考慮」懸掛八號風球，結果「考慮」了一整晚，八號風球最終沒有懸掛。
這一次是繼2015年颱風彩虹後氣象局再次沒有按實測風力懸掛八號風球，亦是繼2009年颱風莫拉菲後再有熱帶氣旋在澳門北面100公里內掠過、三橋實測有西南烈風之下又一次拒絕懸掛八號風球（事實上，2000年至今有3個此路徑類型的熱帶氣旋令澳氹大橋錄得烈風，它們分別是颱風杜鵑、颱風莫拉菲及是次的颱風妮妲，但只有颱風杜鵑令氣象局懸掛八號風球）。由於鄰近地區均以八號信號或最高級別的颱風紅色預警應對本次颱風吹襲，惟澳門僅懸掛不足以停工停課的三號風球，更有氣象局前線員工指出數據足夠掛八號風球，惜因未收到上級指示而不能掛八號，網絡上一片罵聲，矛頭指向氣象局局長馮瑞權。有網民諷刺稱，由於打風對賭場收入有所影響，加上氣象局多次沒有按實際情況而發出適當信號，故澳門的「賭牆」更勝香港的「李氏力場」。由於氣象局在各大報社出版報章前仍僅表示「考慮」改掛八號風球，《正報》及《市民日報》一度誤報氣象局已懸掛八號風球。
氣象局於8月2日下午3時半召開記者會，說明妮妲吹襲澳門期間的情況。對於香港發出八號烈風或暴風信號，而深圳、珠海發出颱風紅色預警信號，而且澳門境內實測烈風和暴風，西灣大橋在8月2日早上6時至7時錄得風速為每小時67.5公里，友誼大橋北站在早上8時至上午9時錄得每小時65公里風速，即兩橋於不同時段曾達到八號風球最低要求水平。但氣象局並沒有懸掛八號風球，氣象局局長馮瑞權稱妮坦登陸前的大風區所對應的是香港和深圳一帶，登陸後妮妲開始減弱，因此科學上看，整個大風區域並不包括澳門，整體風力比香港偏小很多，經綜合考慮後，由於整體風速較小，亦未符合懸掛八號風球的「普遍性和持續性」，因此沒有改掛八號風球；並澄清懸掛風球並沒受到任何高層的壓力，亦沒考慮經濟問題，氣象局一直以科學作為最終的決策依據。除此之外，局方聲稱境內實測的烈風是受到局部地區性雨區產生的下擊氣流所致，但實際上當時澳門受妮妲的東南眼壁影響，而風主要由妮妲螺旋雨帶產生，並非所謂「局部地區性雨區產生的下擊氣流」所造成。另外局方提到因為烈風未達到八號風球的「普遍性和持續性」，所以沒有懸掛八號風球，但根據氣象局網頁上的《熱帶氣旋信號之意義及安全措施提示》，只需持續風力達相關風速便會掛八號風球，當中並沒有提及需要普遍性同持續性。眾多網民不接受局長的解釋，批評他詞不達意、轉移視線。而多名議員書面質詢氣象局懸掛風球標準。另外，有社交網站瘋傳氣象局若干亂象，包括氣象局副局長梁嘉靜迷信，會在辦公地方“擺法陣”、“養鬼仔”，馮瑞權指此問題較個人，他較相信科學，並不認識、相信有關事宜，也未留意到局內有奇怪情況。而事件翌日（8月3日），巧合是2006年颱風派比安吹襲澳門10週年。氣象局在妮妲吹襲期間，在實測烈風下仍沒有改掛八號風球，與當年派比安吹襲期間果斷懸掛八號風球，形成強烈對比，更重蹈當時香港天文台拒發八號信號遭狠批的覆轍。
事件過後，在8月4日有市民到廉政公署遞信，要求調查是否有氣象局職員失職。亦有氣象局員工親友向《愛瞞日報》指出氣象局內部行政混亂、領導剝削員工權益，甚至負責氣象的部門主管長期懸空。而運輸工務司司長羅立文向市民致歉，承認工作有做得不好的地方，與氣象局溝通不足。而隨後氣象局局長馮瑞權亦因「沒有將適當信息發放予市民，與市民的期望值有落差」而道歉。被問到不少市民要求他下台，馮瑞權回應稱沒有特別意見。他指氣象局局長的職務是由政府授予，對此持開放態度。他又稱至今已在氣象局工作30多年。
出席澳門論壇的氣象局氣象處處長鄧耀民承認局方今次訊息發佈和解釋不足，他指出澳門懸掛颱風的相關行政法規是以每小時平均風速計算，與鄰埠每十分鐘計算相比，得出的數據會略細，但認為對整個風球發佈仍有一定預警作用。鄧耀民稱，在颱風“妮妲”事件後，當局已開始重新檢視懸掛颱風的行政法規內的各項標準，預計於下半年諮詢民防機構和社團的意見，並從科學角度考量颱風的風速水平和平均風速等，令懸掛風球的標準更清晰。他又稱，當局未來將考慮增加由三號風球改掛八號風球期間的訊息發布和說明，確保訊息量的時效和準確度。至於未來是否需要修改相關行政法規，鄧耀民表示，局方持開放態度聽取社會意見。若需修改，預計亦要到年底才能展開，並要通過行政程序，需要一定時間，今年風季無法完成，但局方在內部評估時，會多參考鄰近地區發佈，綜合澳門實際情況。
最終在同年10月同屬東登颱風、距離澳門比妮妲更遠的颱風海馬，氣象局為其懸掛了長達8年沒有懸掛的八號西北風球，然而澳門當時的風力明顯遜色於妮妲，澳門只是間中吹強風，未有達到烈風程度。關於颱風海馬的爭議，詳見下段。

### 颱風海馬（2016年10月）
氣象局汲取8月颱風妮妲的教訓，懸掛八號西北風球。不過海馬採取偏北路徑移動，並在澳門東面150公里外掠過，加上吹西北風時受地形屏蔽，澳門出現烈風的機會極低，但氣象局卻懸掛八號風球，結果導致八號風球懸掛期間風勢不大。氣象局事後解釋，原先預計澳門風力會在上午11時後明顯加大，風速會達到每小時70公里左右，但由於考慮學童上學需要，需提前進行預測及作出決定。由於海馬的移動路徑較預期更偏東，因此八號風球懸掛期間，風力沒有預期般大。聚賢同心協會副理事長林宇滔形容，雖然這次對氣象局的批評聲音沒有8月颱風妮妲那麼猛烈，但氣象局在自稱的“專業、科學”與人性化之間進退失據，隨意搬龍門，妮妲、海馬是兩個截然不同的情況，氣象局是有必須全面檢討及修訂熱帶氣旋行政命令，明晰颱風懸掛標準。他指出在法律沒明晰的情況下，氣象局以每小時平均風速來作為掛風標準不符邏輯，更過份的是官網所公佈的實時數據均為10分鐘平均風速，所謂的每小時平均風速僅為內部數據，質疑為何要以無法對外提供的數據來掛風球；加上台灣、日本、香港均使用10分鐘平均風速，內地則採用2分鐘平均，美國更使用1分鐘平均，澳門絕無必要以明顯較嚴格的每小時平均風速來決策。

### 颱風天鴿（2017年8月）
8月23日晚上，澳門政府召開跨部門記者會，普遍市民不滿氣象局太遲懸掛八號風球，令市民低估天鴿的威力，亦令市民完全沒有時間對颱風作出應對措施。「天鴿」襲澳當日，氣象局在不足三小時內兩次提升風球級別，最終在上午11時半懸掛最高等級的十號風球，而根據澳門氣象局網站於10時30分左右開始部分地方間中錄得12級颱風，在懸掛九號風球期間，大潭山、九澳、友誼大橋南站、友誼大橋北站、嘉樂庇總督大橋分別錄得的最高十分鐘平均風速為153.4、141.1、157、134.6、122.8，顯示當時境內普遍吹颱風並達到14級，大潭山更於上午11時06分錄得每小時217.4公里之最高陣風記錄，當局亦從風暴消息報導中表示此風力已經是有記錄最強，顯示氣象局太遲懸掛九號及十號風球，同時發出黑色風暴潮警告（翻查氣象局的預測和風暴消息，早於上午十時已經預料未來將有高出路面一米的水浸，但此前一直只是維持較低級別的紅色風暴潮警告），唯此時澳門廣泛地區已經出現水浸。內港、筷子基一帶沿海路段，水浸更加足以淹沒整部私家車。
記者會中氣象局局長馮瑞權表示此次天鴿是「特別的颱風」，一切「按照一般程序進行」。而社會大眾都歸責於氣象局通報機制落後，氣象局局長馮瑞權表示「如果市民需要」可作道歉，記者追問有關問題時再就發放信息不足作鄭重道歉，但會否引咎辭職則未有回應。網民一面倒，指氣象局局長馮瑞權草菅人命，為令各大娛樂場於早上八時順利換班，才把八號風球推遲至上午9時懸掛，8500人聯署要求他辭職下台。馮瑞權解釋，預測路徑由珠江口以東（即較近香港）突然改為珠江口以西（即較近澳門），才導致訊息延遲。唯翻查澳廣視網站紀錄，氣象局在風暴抵達前一日下午四時已經清楚知道「天鴿」將正面吹襲澳門，氣象局理應有充足時間改掛更高風球。最終氣象局局長馮瑞權引咎辭職，澳門政府在24日下午6時半再次召開新聞發佈會，行政長官崔世安公佈，馮瑞權已向他提出以私人理由請辭，並獲接納。網上有人指出，由於其並無觸犯刑事罪行，按照制度，其辭職後可「咬長糧」。記者會上有記者就此問題連番追問特首，並未得到正面回應證實或否定該言論。政府各機關、邊境口岸、對外海空港口及駐外辦事處的區旗於25日下半旗致哀。8月25日，澳門特區政府宣佈行政長官崔世安提請駐澳解放軍協助救援，獲中央政府批准。
就天鴿最接近澳門之時間及位置，港澳兩地氣象機構各持異見——澳門氣象局指天鴿於下午1時最接近澳門，在氣象局總部之西南偏西約40公里掠過；但香港天文台的事後報告及澳門氣象·天文的定位顯示，天鴿於中午12時在澳門氣象局總部之西南偏南只有20公里處掠過，有市民質疑氣象局於天鴿定位上是否存在失誤，天鴿結構完整緊密，當時亦未有出現中心環流重整，定位失誤機會理應較小；從雷達圖上可以對比2012年颱風韋森特吹襲澳門，氣象局的定位同樣是40公里，而且颱風韋森特和天鴿風眼直徑同樣都是50公里，但是天鴿中心明顯比韋森特更為接近澳門，天鴿實際距離可能只有20公里。

### 強烈熱帶風暴貝碧嘉（2018年8月）
氣象局基於貝碧嘉會在距離澳門100公里範圍內掠過，中心附近的烈風可能直接影響澳門而發出八號風球。可是八號風球生效期間澳門風勢微弱，3條跨海大橋僅間中受強風影響，境內完全沒有疾勁或烈風紀錄，淪為1995年颱風肯特後23年以來風勢最弱的八號熱帶氣旋信號，氣象局事後亦被市民質疑錯發八號風球。以臨時代理方式兼任氣象局局長的環保局局長譚偉文事後解釋，貝碧嘉擾攘多時且移動路徑迂迴曲折，到14日進一步加強和接近，當時若按預測路徑持續逼近，距離澳門會只餘80公里。考慮到貝碧嘉移動速度慢和中心風力強烈，對澳門的影響較大，氣象局經過分析和商討後決定發出八號風球，並提早公佈消息讓市民做好準備。他認為氣象局發出八號風球的決定正確，完全根據科學及按照實際情況判斷，不受個別事件影響。有網民在香港地下天文台Facebook專頁上支持澳門氣象局發出八號風球的決定，認為氣象局汲取天鴿風災的教訓後變得謹慎和以公眾安全為先，並指出貝碧嘉當時已加強為強烈熱帶風暴，最接近澳門的距離只有100公里，可視為「正面吹襲」，對澳門構成威脅，氣象局必須保障市民的生命安全。但亦有網民質疑氣象局發出八號風球的必要性，忽略貝碧嘉的風力結構不均，其薄弱的東北環流難以為澳門帶來持續烈風，亦指出在熱帶氣旋信號生效期間，3條跨海大橋的最高10分鐘平均風速只有約每小時50公里，與八號風球下限的每小時63公里相距甚遠，形容氣象局經歷天鴿風災後變得如驚弓之鳥。

## 關於熱帶氣旋信號的法規
- 第16/2000號行政命令 -- 核准「熱帶氣旋情況的指示」及「熱帶氣旋信號」－廢止九月十三日第134/86/M號訓令。
- 第20/2002號行政命令 -- 修改載於第16/2000號行政命令附件的《熱帶氣旋情況的指示》。
- 第19/2008號行政命令 -- 修改第16/2000號行政命令附件所載的《熱帶氣旋情況的指示》及《熱帶氣旋信號》。
- 第61/2018號行政命令 （页面存档备份，存于） -- 核准《熱帶氣旋信號》及《強烈季候風信號》。
- 第105/2016號社會文化司司長批示 -- 核准並執行澳門特別行政區學校在熱帶氣旋、暴雨及特殊天氣情況下所採取的措施。

## 外部連結
- 澳門地球物理暨氣象局－熱帶氣旋信號之意義及安全措施提示